# Volker Tulzer
Volker Tulzer (* 24. Juni 1940; † 13. Oktober 2005 in Wien) war ein österreichischer Mittel- und Langstreckenläufer.
Bei den Leichtathletik-Europameisterschaften 1962 in Belgrad erreichte er über 800 m das Halbfinale, und bei den Olympischen Spielen 1964 in Tokio schied er über 1500 m im Vorlauf aus.
Dreimal wurde er österreichischer Meister über 800 m (1965, 1967, 1970) und viermal im Crosslauf auf der Kurzstrecke (1962, 1963, 1965, 1966).

## Persönliche Bestzeiten
- 800 m: 1:48,9 min, 20. Juni 1965, Warschau
- 1000 m: 2:22,2 min, 1. Juni 1963, Linz
- 1500 m: 3:42,2 min, 23. Juni 1963, Halle (Saale) (ehemaliger nationaler Rekord)
- 1 Meile: 4:04,7 min, 16. Juli 1965, Wien (ehemaliger nationaler Rekord)
- 3000 m: 8:29,8 min, 5. Mai 1962, Wien